# Сидоровское (Рыбинский район)
Си́доровское  — деревня в Михайловском сельском округе Волжского сельского поселения Рыбинского района Ярославской области .
Небольшая деревня расположена на правом берегу реки Черёмуха. Деревня стоит к западу от автомобильной дороги, идущей по правому берегу Черёмухи из центра сельского округа Михайловского к Сельцо-Воскресенское и далее на Большое село. Ближайшая (около 500 км) по дороге деревня в сторону Рыбинска — Ульяновское, а в сторону от города, выше по течению — Стрельниково (500 м). На противоположном, левом берегу Черёмухи, несколько ниже по течению Коломинское и Лабунино. Перечисленные малые деревни группируются вокруг села Сретенье, которое расположено на левом берегу выше Лабунино. Южнее деревни Стрельниково в деревне  Фелисово от основной автомобильной дороги, имеется отворот на Сретенье и мост через Черёмуху. На этом участке вдоль берегов Черёмухи расположены небольшие сельскохозяйственные угодья, далее от реки в восточном направлении начинается лес шириной более 4 км, за которым начинаются поля и деревни вдоль реки Иода .
Деревня Сидоровская указана на плане Генерального межевания Рыбинского уезда 1792 года,
На 1 января 2007 года в деревне числилось 6 постоянных жителей. Почтовое отделение, расположенное в селе Сретенье, обслуживает в деревне 7 домов .